# Liriomyza urophorina
Liriomyza urophorina este o specie de muște din genul Liriomyza, familia Agromyzidae, descrisă de Josef Mik în anul 1894. Conform Catalogue of Life specia Liriomyza urophorina nu are subspecii cunoscute.